# Grete Back

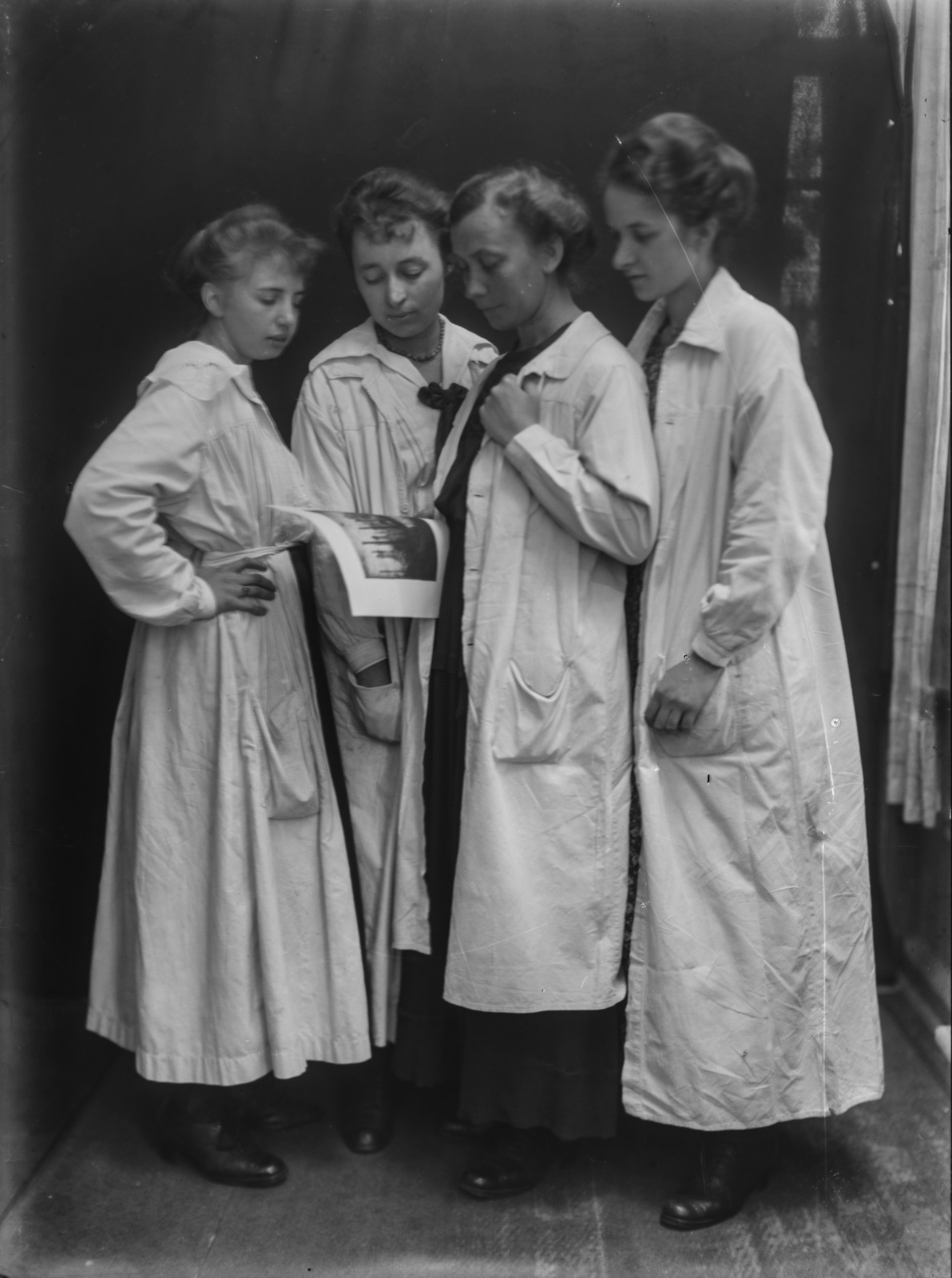
Grete Back mit ihren Mitarbeiterinnen im Atelier, um 1920

Grete Back (* 9. März 1878 in Bad Schandau; † 27. Juni 1965 in Dresden), eigentlich Margarete Bertha Back, war eine deutsche Fotografin.

## Leben und künstlerischer Werdegang
Back wurde als zweites von fünf Kindern des Apothekers Paul Gustav Back (1833–1909) und seiner Frau Lina (geborene Ott; 1853–1921) geboren. Zur Fotografie kam Grete Back als Autodidaktin und beschloss, das Metier als ihren Beruf zu wählen. Mit Ende Zwanzig begann sie eine Fotografenausbildung. Anfangs lernte sie vom 16. März 1907 bis zum 1. Juni 1908 als Volontärin bei dem damals in Dresden tätigen und für seine Portraits berühmten Fotografen Hugo Erfurth. Mit ihm arbeitete sie anschließend in verschiedenen Gremien zusammen. Beide verband eine enge Freundschaft. Anschließend ging sie ins Ausland in die Lehre, erst für zwei Monate bis zum 10. September 1908 als Assistentin zu Helena Goude (1868–1951) nach Den Haag und anschließend für drei Monate bis zum 2. Juni 1909 zu dem hochangesehenen Portraitfotografen Emil Otto Hoppé nach London. Beide stellten ihr fachlich anerkennende Beurteilungen aus und verhalfen ihr zu einem frühem internationalen Durchbruch. Im November 1910 legte Back die Fotografengehilfenprüfung ab. Im März 1911 folgte an der Lehr- und Versuchsanstalt für Photographie in München die Meisterprüfung, an die sich eine Studienreise nach Italien anschloss.
Bereits 1909 hatte Back in ihrer Heimatstadt Dresden ein Gewerbe angemeldet und eröffnete ein Fotoatelier im Haus ihrer Eltern in Dresden-Blasewitz in der Friedrich-August-Straße 24 (seit 1926 Prellerstraße 24), das sie unter dieser Adresse bis zu ihrem Tod 1965 führte. Die Fotografin beschäftigte in den 56 Jahren, die ihr Atelier bestand, rund 50 Fotografengehilfen. Darunter Mädchen, die sie zum Teil auch ausbildete. Die Erste in der langen Reihe an Auszubildenden war Grete Eckert (1895–1982). Eine der weiteren aus ihrer Lehre hervorgegangenen bekannten Fotografinnen war Christine Bellmann (1921–1955), die spätere Ehefrau und Mitarbeiterin von Pan Walther.
Im Adressbuch für Dresden und seine Vororte findet sich erstmals 1911 im Straßen- und im Gewerbeverzeichnis von Blasewitz der Eintrag „Back, Grete, Lichtbildnerin“. Laut Eigenwerbung, unter anderem in den Adressbüchern für Dresden, waren ihre Spezialität Kinderaufnahmen. Das Atelier firmierte 1912 unter „GRETE BACK. Atelier für künstlerische Photographie“.
Die Lichtbildnerin war ab 1907 wie Hugo Erfurth und die gleichalte Architekturfotografin Else Seifert Mitglied in der Dresdner Gesellschaft zur Förderung der Amateur-Photographie und nahm 1911 an deren Ausstellung im Kunstverein Hamburg teil. Eine weitere Ehrung erfuhr Grete Back als Beteiligte an der Internationalen Ausstellung für Buchgewerbe und Graphik Leipzig 1914 mit den vier Werken Giovanni, Alter Mann, Lachender Knabe und Tatjana. Im Bereich Die Frau im Buchgewerbe und in der Graphik erhielt sie als Auszeichnung eine „Anerkennung“.
1920 wurde Back als eines der ersten Mitglieder in die 1919 gegründete Gesellschaft Deutscher Lichtbildner (GDL) berufen. Mit deren Gründer Kurt Schallenberg aus Hamburg sowie mit dem späteren Vorsitzenden Franz Grainer verband sie eine Freundschaft. Back gehörte der Gesellschaft bis zum Lebensende an. Auch hier war sie regelmäßig Teilnehmerin der Expositionen sowie zahlreicher internationaler Gruppenausstellungen und wurde mit Preisen geehrt, beispielsweise in den Preisausschreiben des Atelier des Photographen und der Zeitschrift Die Schönheit. An der ersten geschlossenen Bildveröffentlichung der GDL im Sonderheft 10 der Zeitschrift Das Atelier des Photographen von 1920 war sie zusammen mit Hugo Erfurth, Minya Diéz-Dührkoop und Carry Hess beteiligt. In den Jahren vor und nach 1945 spielte sie in den GDL-Schauen keine große Rolle mehr.
In der Bildschau weiblicher Provenienz Fotografinnen. Beispiele aus der Arbeit von Fotografinnen in Deutschland seit 1925 im Museum Folkwang Essen 1970 war sie als die Altmeisterin und früheste selbständige Atelierinhaberin unter den ausgewählten 20 „Besten ihres Metiers“ mit Portraits vertreten, auch wenn noch „ihre Zeitbezogenheit, die Abhängigkeit von künstlerischen Vorformulierungen […], von den ikonographischen Überlieferungen der Bildenden Kunst“ deutlich bleibt.
Grete Back wurde als Inhaberin eines Fotografen-Betriebes am 1. April 1930 in die Handwerksrolle eingetragen. In diesem Jahr übten unter den rund 145 in Dresden tätigen Fotografen bereits 21 Frauen den Beruf aus (zur Zeit ihrer Ateliergründung waren es sechs von 100), wobei es nur wenigen gelang, auch im Ausland Ansehen zu erringen. Bis 1933 beschickte sie mit ihren Werken, in denen ihr das Streben nach „künstlerischer Verkörperung“ und „Eigenart der Erfindung“ bescheinigt wird, jährlich den London Salon of Photography, der noch heute das Ziel verfolgt, jenseits rein technischer Belange die Fotografie als Kunst zu fördern und weltweit Schaffende nach strenger Auswahl ausstellt, deren Bilder ein persönliches künstlerisches Empfinden und die qualitative Ausführung ausdrücken. 1912 wurde Back zum Ehrenmitglied des London Salon of Photography ernannt.

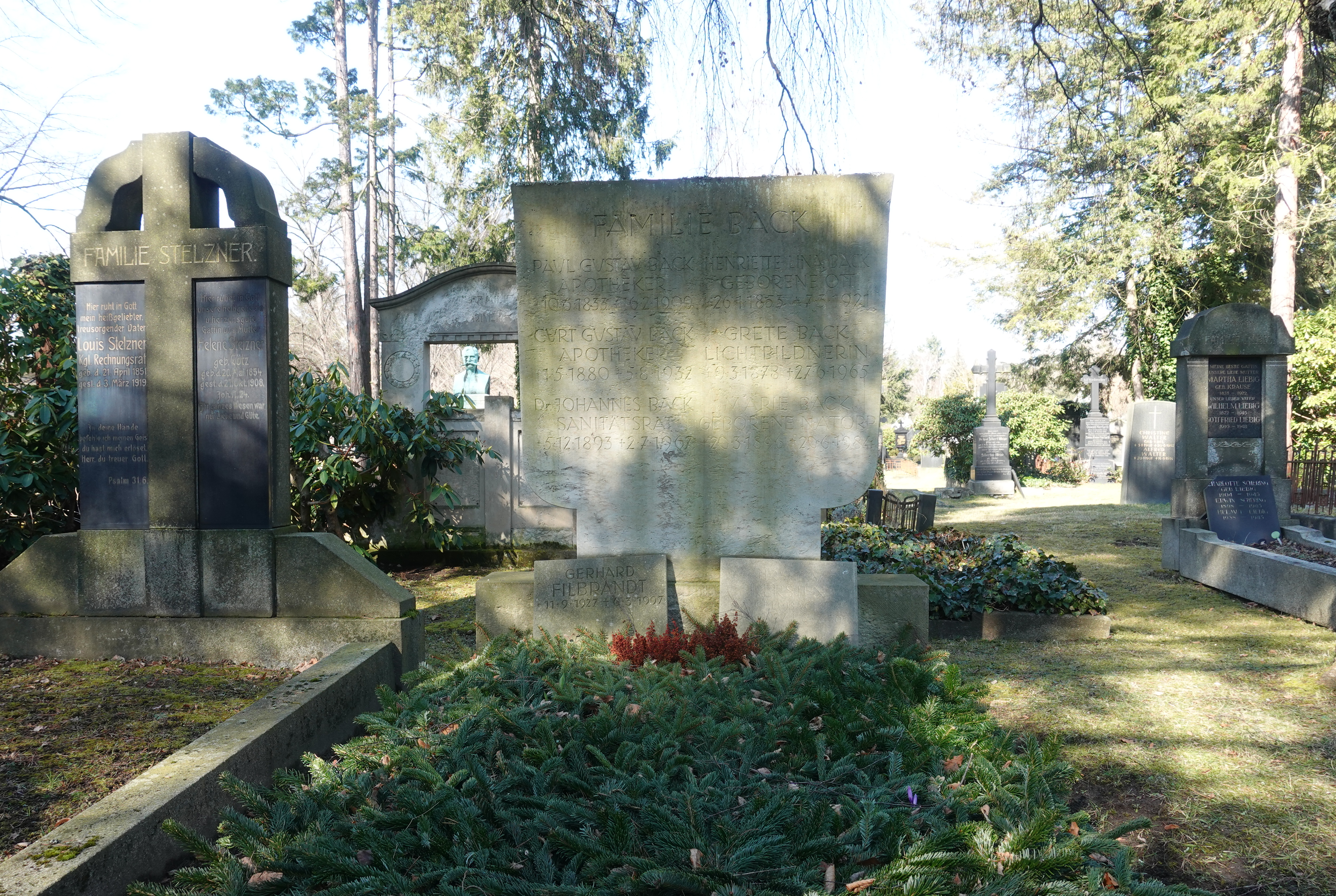
Das Grab von Grete Back auf dem Johannisfriedhof

Neben den deutschen würdigten unter anderem österreichische, englische und amerikanische Fachzeitschriften ihre Arbeiten: So wurde Miss Back in American Photography von 1910 als „one of the most progressive of the younger German professional photographers“ bezeichnet. Das von ihr stets bevorzugte Arbeitsfeld drückte sich noch in der letzten Firmierung als „Werkstätte für photographisch-technische Bildnisse“ aus.
Grete Back hatte sich auch mit der Malerei befasst und Ölbilder hinterlassen. Sie starb am 27. Juni 1965 in Dresden. Ihr Grab befindet sich auf dem Johannisfriedhof.

## Fotografisches Werk

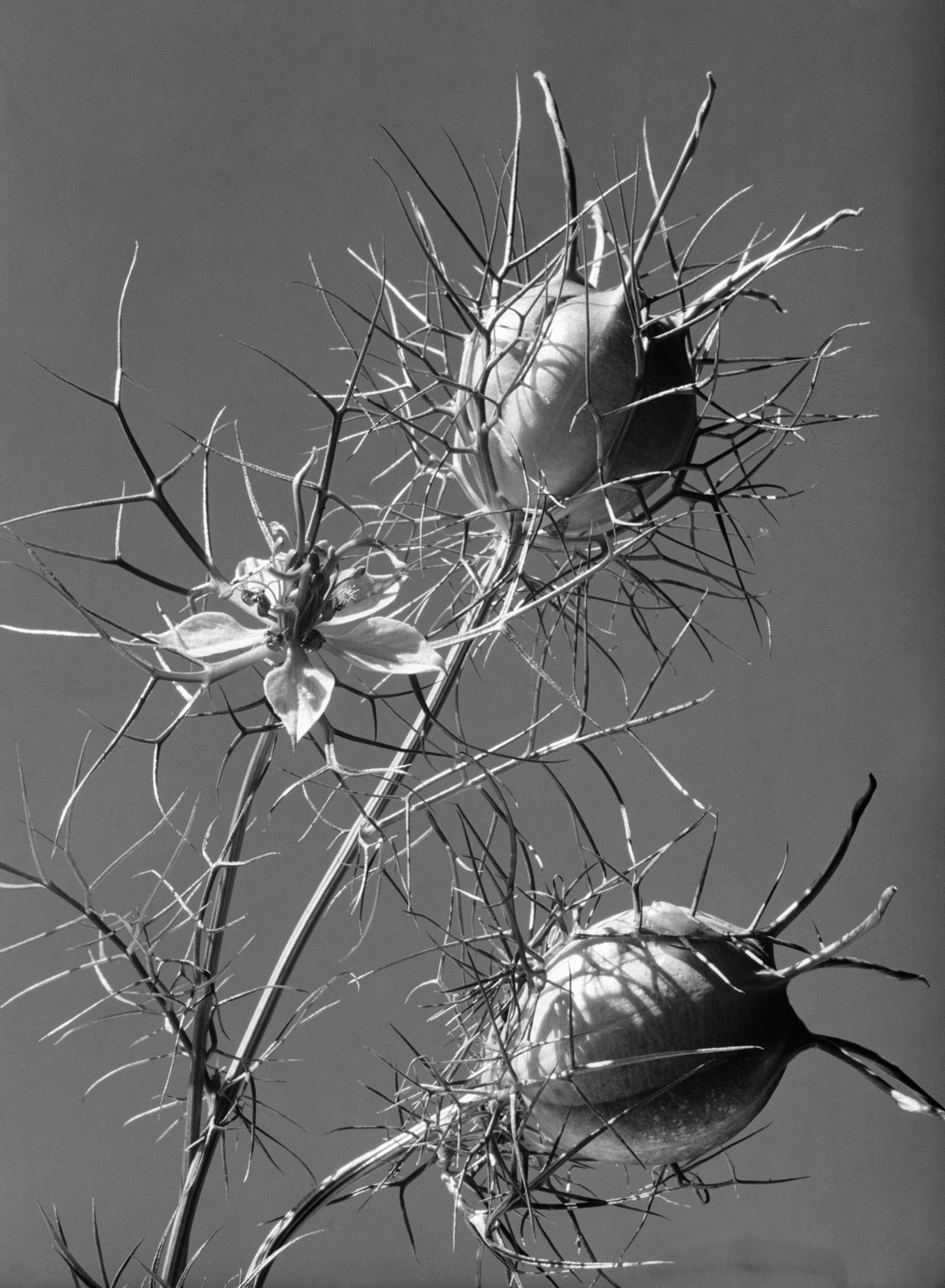
Grete Back: Jungfer im Grünen, Blüte und Frucht, um 1930

Grete Back steht am Anfang einer Traditionsfolge berühmter Dresdner Fotografinnen wie Else Seifert, Ursula Richter, Genja Jonas, Charlotte Rudolph und Hildegard Jäckel. Der Schwerpunkt ihrer fotografischen Arbeit lag in der Portrait- und Theaterfotografie, speziell auf Kinderbildnissen und Rollenportraits. Die ebenfalls als Landschaftsfotografin bekannte Grete Back profilierte sich aber auch auf dem bisher in ihrem Schaffen kaum gewürdigten Gebiet der Pflanzenfotografie. Die auf frühen Ausstellungen gelobten Landschaften dagegen sind scheinbar nicht mehr erhalten. Ein weiteres Sujet bilden Interieur und Stillleben, während Architekturaufnahmen nur vereinzelt als Detailansichten auftreten. Ihre künstlerisch individuell geprägten Portraits, insbesondere die Fotografien von Kindern, sind durch Hervorhebung des Umrisses, der Kontur und der Anordnung in einfachen Flächen gekennzeichnet.

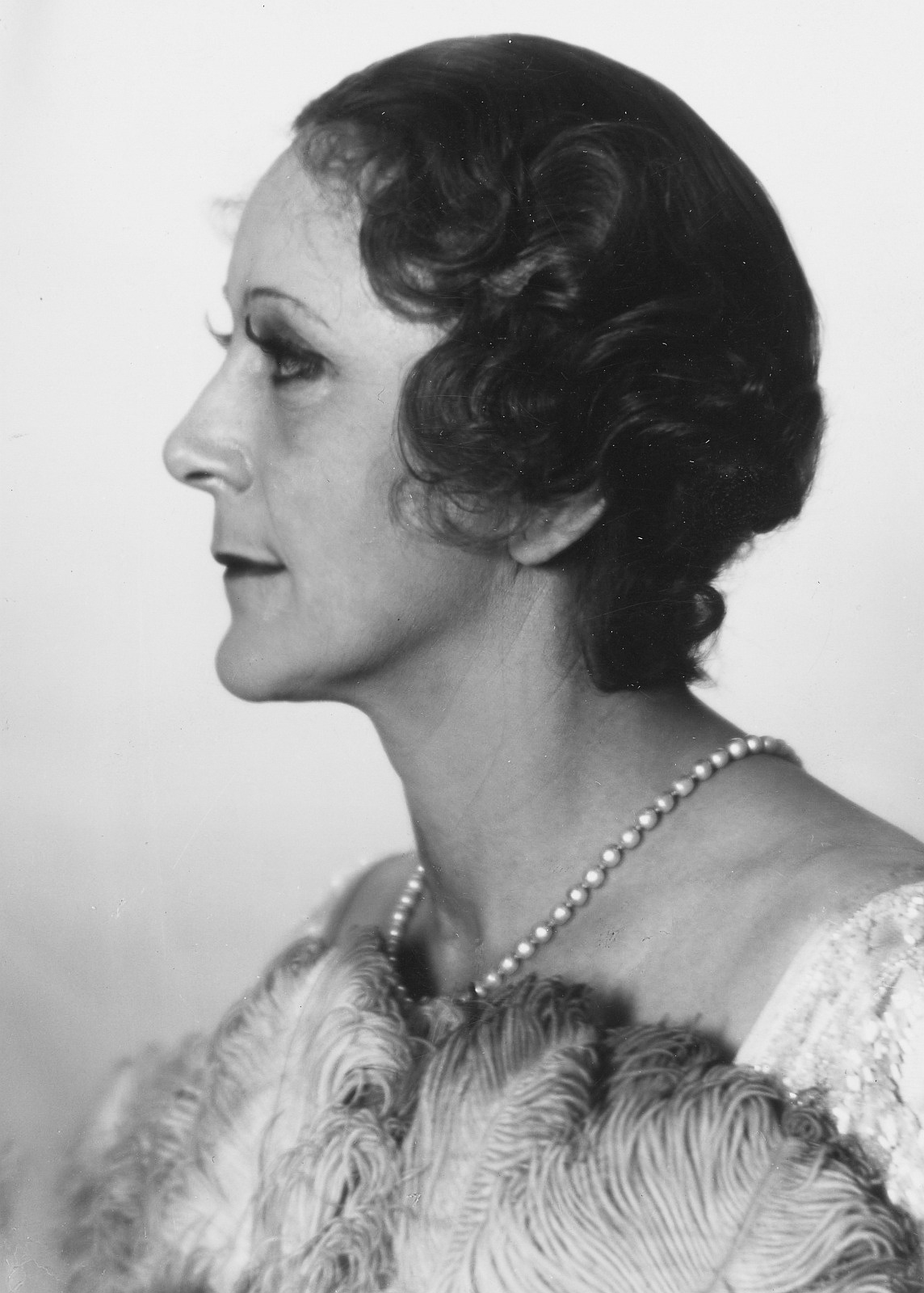
Grete Back: Die Schauspielerin Alice Verden, um 1940

Wie Erwin Raupp, Hugo Erfurth oder Franz Fiedler gehörte auch Grete Back zu den fotografierenden Künstlerpersönlichkeiten, die sofort von Prominenten angenommen und zum Ablichten aufgesucht wurden. So lieferte sie gleich nach Geschäftseröffnung die von Sammlern beliebten Autogrammkarten mit Portraits und Rollenbildern von Schauspielern und Sängern. Demgegenüber sind Bilder der Dresdner Bühnen und Theaterszenen von ihr nicht bekannt. Den teilweise noch der herkömmlichen Pose verhafteten Zivil- und Kostümbildern der Darsteller und Solisten stehen die ungestellten, lebendigen Kinderbilder und berührenden Kopfstudien und Menschengesichter auch älterer Zeitgenossen („Die Schönheit des Alters“) gegenüber, die in verschiedenen Ausstellungen ihren Platz und ihre Würdigung fanden.
Die Arbeiten von Grete Back wurden in zahlreichen Büchern und Periodika wie dem Jahrbuch der Dresdner Gesellschaft zur Förderung der Amateurphotographie, Revue des Monats, Scherl's Magazin, Das Magazin beim Verlag der Schönheit Berlin, Deutscher Kamera-Almanach, Das Atelier des Photographen und Das deutsche Lichtbild veröffentlicht. Ihre Schauspielerportraits stellte sie teilweise in Portfolios zusammen. Bilder der Familie wie von den Eltern, ihrer Schwestern Doris und Elly und der Brüder Kurt (1880–1932) und Johannes Back (1893–1967) sowie aus dem Freundeskreis runden das fotografische Œuvre ab.
In der Frühzeit ihrer GDL-Mitgliedschaft wurde Grete Backs Arbeitsgebiet mit Bildnissen, besonders Schauspielerinnen und Kinderaufnahmen, sowie Landschaftsfotografie umrissen – ihre oft erwähnten, ausgestellten und ausgezeichneten Landschaften wie beispielsweise Die Weiße Wolke und andere Seestücke liegen nicht mehr vor. Demgegenüber sind die um 1930, vermutlich aber schon seit ihrem Berufsbeginn geschaffenen Fotografien zur Botanik (Blossom, abgebildet 1913 in The Amateur Photographer & Photographic News London), von denen 145 hervorragende Pflanzenstudien in der Deutschen Fotothek bewahrt werden, nicht mehr oder kaum bekannt.

## Nachlass
Der Teilnachlass Grete Back wurde 1972 und 2017 aus Privatbesitz sowie 1984 aus dem Museum Bautzen vom Bildarchiv Deutsche Fotothek übernommen. Er umfasst rund 500 Glas- und Kunststoffnegative in den Formaten Kleinbild, 4,5 × 6, 6 × 6, 6 × 9, 8 × 9, 9 × 12, 12 × 16,5, 13 × 18, 18 × 24 und 24 × 30 cm, beinahe ausschließlich in Schwarzweiß, sowie 52 zeitgenössische Abzüge in Formaten von 6 × 6 bis 24 × 30 cm.
Die Aufnahmen entstanden zwischen circa 1905 und 1960. Es handelt sich dabei um den überlieferten Teil des ursprünglich sehr umfangreichen Negativarchivs des Ateliers Grete Back, das nicht erhalten ist.
Weitere Werke befinden sich im Kupferstichkabinett Dresden (139 Fotografien) und in der Fotosammlung des Stadtmuseums Dresden.

## Ausstellungen (Auswahl)
- 2001/02: Frauenobjektiv. Fotografinnen 1940 bis 1950, Haus der Geschichte, Bonn, 18. Mai – 29. Juli 2001; Museum Industriekultur (Nürnberg), 29. September – 27. Oktober 2002
- 1994 und 1995: Fotografieren hieß teilnehmen. Fotografinnen der Weimarer Republik, Museum Folkwang, Essen, 16. Oktober 1994 – 8. Januar 1995 / Fundació La Caixa, Barcelona, 23. Januar – 26. März 1995 / Jewish Museum (New York City), 23. April – 31. Juli 1995
- 1979–1980: Fotografie 1919–1979 made in Germany. Die GDL-Fotografen, Fotomuseum im Münchner Stadtmuseum, November 1979 – Februar 1980 (3 Portraits)
- 1970 Fotografinnen. Grete Back, Aenne Biermann ... Beispiele aus der Arbeit von Fotografinnen in Deutschland seit 1925, Museum Folkwang, Essen, 26. Januar – 1. März 1970 (Damenbildnis)
- 1969: 50 Jahre GDL. Ausstellung der Gesellschaft Deutscher Lichtbildner GDL, Hamburg, Museum für Kunst und Gewerbe, 10. April – 26. Mai 1969
- 1959: Künstlerische Fotografie in Dresden von den Anfängen bis in unsere Zeit, Halle/Saale, Staatliche Galerie Moritzburg Oktober – November 1959 (mit 11 Fotografien von Grete Back)
- 1931: Ausstellung der Gesellschaft Deutscher Lichtbildner, Kunstverein Heidelberg (Blumenstudien)[3]
- 1930: Das Lichtbild. Internationale Ausstellung, München, Bavariapark, Juni – September 1930
- 1927: Weihnachtswerbeschau der Dresdner Photographeninnung, Dresden, November – Dezember 1927[4]. Back erhielt den 3. Preis des Mimosa-Wettbewerbs.[5]
- 1927: Sechste Jahresschau Deutscher Arbeit Dresden 1927. Das Papier. Halle 25: Photographie, Dresden, Ausstellungsgelände am Großen Garten, 1. Juni – 2. Oktober 1927
- 1914: Die Frau im Buchgewerbe und in der Graphik: Sondergruppe der Weltausstellung für Buchgewerbe und Graphik. Leipzig, Internationale Ausstellung für Buchgewerbe und Graphik, Das Haus der Frau, 6. Mai – 18. Oktober 1914 (vier Werke von Grete Back: Giovanni, Alter Mann, Lachender Knabe, Tatjana; aus Dresden noch Ursula Richter (3) und Paula Köpke (3))
- 1911: Internationale Photographische Ausstellung für Bildnis und Figurenbild, Kunstverein in Hamburg, 1. – 15. Oktober 1911[6]
- 1910: Weltausstellung Brüssel 1910 inklusive einer „Ehrenvollen Erwähnung“[7]
- 1910–1933: The London Salon of Photography, Galerie der Fine Art Society, London
- 1909: Internationale Photographische Ausstellung, Dresden der Dresdner Gesellschaft zur Förderung der Amateurphotographie e. V., , Ausstellungsgelände am Großen Garten, Mai – Oktober 1909

## Publikationen (Auswahl)
- Ute Eskildsen (Hg.): Fotografieren hieß teilnehmen. Fotografinnen der Weimarer Republik. Ausstellungskatalog (3 Frauenporträts o. T. von Grete Back: S. 84, 85, 1 außer Katalog; Kurzbiografie S. 312), Essen: Museum Folkwang, 1994
- Die Schauspielerin Hermine Körner, in: Gesellschaft Deutscher Lichtbildner 1919–1969. Eine Dokumentation zum fünfzigjährigen Bestehen der GDL, Essen 1969, S. 102 (Kurzbiografie S. 121)
- Heinz Steguweit: Das Fest der Fruchtbarkeit. In: Hakenkreuzbanner. NS-Tageszeitung für Mannheim u. Nordbaden, 7. April 1939 (Lichte Frühlingsboten, Sie lauschen der ersten Lebenserfahrungen), Digitalisat
- Karin Michaelis (Hg.): Das Antlitz des Kindes. Bilder und Studien aus der Welt unserer Kinder. Mit 150 Bildern, Berlin 1931 (Abb. S. 229, 261: Hannele)
- Unsere Zeit in 77 Frauenbildnissen, Niels Kampmann Verlag, Heidelberg 1930 (u. a. Fotografie von Grete Back)
- Die kleine Blume; Der kleine Schelm; Knabe mit Rosen, in: Die Schönheit. Mit Bildern geschmückte Zeitschrift für Kunst und Leben, 11. Bd. (1914), Abb. S. 287, 421 und 525
- Blossom, in: The Amateur Photographer & Photographic News, vol. 57, London 1913, S. 195, Abb. S. 206
- Lotti (Schönheits-Preisausschreiben 1911. 3. Preis); Der kleine Träumer (Schönheits-Preisausschreiben 1911); Bunte Träume; Mädchen mit Blume (Schönheits-Preisausschreiben 1912. 3. Preis); Jung-Deutschland (Schönheits-Preisausschreiben 1912. 3. Preis), in: Die Schönheit. Mit Bildern geschmückte Zeitschrift für Kunst und Leben, 10. Bd. (1913), Abb. S. 263, 323, 475, 539 und 567
- Spielgenossen (Schönheits-Preisausschreiben 1909); Der kleine Gärtner (Schönheits-Preisausschreiben 1909); Badende Kinder; Eifriges Studium (Schönheits-Preisausschreiben 1910. 2. Preis), in: Die Schönheit. Mit Bildern geschmückte Zeitschrift für Kunst und Leben, 8. Bd. (1911), Abb. S. 5, 155, 379 und 555